# أكانثاريا
أكانثاريا (الاسم العلمي: Acantharea) هي مجموعة من الشعوعيات الأولية؛ وتتميز بأن هيكلها مركب من كبريتات السترونتيوم.
الأكانثاريا هي كائنات بحرية من العوالق غيرية التغذية، والتي يتراوح حجمها حوالي 200 ميكرون.